# Побуна на Косову и Метохији (1995—1998)
Побуна на Косову и Метохији почела је 1995, након усвајања Дејтонског споразума којим је окончан рат у Босни и Херцеговини. Године 1996. Ослободилачка војска Косова (ОВК) започела је нападе, који су били усмерени на зграде српских владиних институција и на полицијске станице. Побуна је довела до рата на Косову и Метохији у фебруару 1998.

## Позадина
Званичници југословенских Срба су 1968. године упозоравали на растући албански национализам, а до новембра уследили су немири и демонстрације хиљада Албанаца који су позивали да Косово добије статус републике, независни универзитет на албанском језику, а неки и на уједињење са Албанијом. Тито је преправио југословенски устав из 1974. и покушао да се позабави притужбама Албанаца додељивањем покрајини Косово аутономију и овлашћења као што је вето у савезном процесу доношења одлука сличан оном у републикама. Косово је функционисало као де факто република јер су косовски Албанци стекли способност да остваре блиске независне спољне односе, трговинске и културне везе са Албанијом, независни универзитет на албанском језику и Албанолошки институт, Академију наука и удружење писаца са способношћу да управљају албанским заставама.
Војни претходници ОВК почели су касних 1980-их са оружаним отпором српској полицији која је покушавала да приведе албанске активисте. Пре ОВК, њени чланови су били део организација као што су Национални покрет Косова и Народни покрет за ослобођење Косова. Оснивачи касније ОВК били су укључени у протесте на Косову 1981. године. Многи албански дисиденти су ухапшени или пресељени у европске земље, где су наставили субверзивне активности. Репресија над албанским национализмом и албанским националистима од стране власти у Београду ојачала је покрет за независност и усмерила међународну пажњу на положај косовских Албанаца.
Од 1991. до 1992. албански националиста Адем Јашари и око 100 других етничких Албанаца који су желели да се боре за независност Косова прошли су војну обуку у општини Лабинот-Мал у Албанији. Након тога, Јашари и други етнички Албанци починили су неколико аката саботаже усмерених на српски административни апарат на Косову. Покушавајући да га ухвати или убије, српска полиција је 30. децембра 1991. опколила Јашарија и његовог старијег брата Хамеза у њиховој кући у Преказу. У опсади која је уследила, велики број косовских Албанаца похрлио је у Преказе, приморавајући Србе да се повуку из села. Док је био у Албанији, Јашарија је 1993. ухапсила влада Салија Берише и послала у затвор у Тирани  пре него што је пуштен заједно са другим милитантима косовских Албанаца на захтев албанске војске.  Јашари је покренуо неколико напада у наредних неколико година, циљајући на Војску Југославије и српску полицију на Косову.  У пролеће 1993. одржани су састанци „Домовина зове“ у Арауу у Швајцарској у организацији Џавита Халилија, Азема Силе, Јашара Салихуа и других.  Стратег ОВК Џавит Халили рекао је да је 1993. ОВК „размотрила, а затим одбацила моделе ИРА, ПОО и ЕТА“.  Неки новинари тврде да је напад на Глоговац у мају 1993. године у којем је погинуло пет српских полицајаца, а два рањена, био први напад који је извршила ОВК.

## Историја

### 1995.
До почетка 1990-их било је напада на полицијске снаге и службенике тајних служби. Српски полицајац је убијен 1995. године, наводно од стране ОВК. Од 1995. ОВК је настојала да дестабилизује регион, надајући се да ће Сједињене Државе и НАТО интервенисати. Српске патроле су упадале у заседе, а полицајци убијани.  Тек следеће године организација ОВК је преузела одговорност за нападе.

### 1996–1997.
ОВК, првобитно састављена од неколико стотина Албанаца, напала је неколико полицијских станица и ранила многе полицајце 1996–1997. године.
Британски недељник The European је 1996. објавио чланак француског стручњака у коме се наводи да су „немачке цивилне и војне обавештајне службе биле укључене у обуку и опремање побуњеника са циљем да учврсте немачки утицај на Балкану. Стварање ОВК 1996. године поклопило се са именовањем Хансјоерга Гајгера за новог шефа БНД (немачке тајне службе). Људи из БНД-а били су задужени за одабир регрута за командну структуру ОВК од 500.000 Косовара у Албанији.“ Бивши виши саветник немачког парламента Матијас Кунцел покушао је касније да докаже да је немачка тајна дипломатија била кључна у помоћи ОВК од њеног настанка.
Представници ОВК састали су се са америчким, британским и швајцарским обавештајним агенцијама 1996. године,   и вероватно „неколико година раније“ , а према Тhe Sunday Times, „амерички обавештајци су признали да су помогли у обуци косовске Ослободилачке војске пре НАТО бомбардовања Југославије”. Обавештајци су, међутим, негирали да су били умешани у наоружавање ОВК.
У фебруару 1996. ОВК је предузела низ напада на полицијске станице и службенике југословенске владе, рекавши да су југословенске власти убијале албанске цивиле у оквиру кампање етничког чишћења. Српске власти су осудиле ОВК као терористичку организацију и повећале број снага безбедности у региону. Ово је имало контрапродуктиван ефекат јачања кредибилитета ОВК међу популацијом косовских Албанаца. Дана 22. априла 1996. извршена су четири напада на српско безбедносно особље готово истовремено у неколико делова Косова.
У јануару 1997. српске снаге безбедности убиле су команданта ОВК Захира Пајазитија и још двојицу вођа у нападу на аутопуту између Приштине и Митровице и ухапсиле више од 100 албанских милитаната. 
Јашарија је југословенски суд 11. јула 1997. године осудио за тероризам у одсуству. Хјуман рајтс воч је касније описао суђење, у којем је такође осуђено четрнаест других косовских Албанаца, као „непоштовање међународних стандарда“.
Грађански рат у Албанији 1997. године омогућио је ОВК да набави велике количине оружја опљачканог из албанских оружарница. Обавештајни извештај из 1997. године наводи да је ОВК примала приходе од трговине дрогом, коришћене за куповину оружја. ОВК је добијала велика средства од организација албанске дијаспоре. Постоји могућност да су међу донаторима ОВК били људи умешани у илегалне активности као што је трговина дрогом, међутим нема довољно доказа да је и сама ОВК била умешана у такве активности.

### 1998.
Северноатлантски савет НАТО-а је саопштио да је ОВК „главни иницијатор насиља” и да је „покренула нешто што се чини као намерну кампању провокације”.
Џејмс Бисет, канадски амбасадор у Југославији, Бугарској и Албанији, написао је 2001. да медијски извештаји показују да је „већ 1998. године ЦИА уз помоћ британске Специјалне ваздушне службе наоружавала и обучавала припаднике Ослободилачке војске Косова у Албанији да подстичу наоружање побуна на Косову“ са надом да би „НАТО могао да интервенише".
Тражећи Адема Јашарија за убиство српског полицајца, српске снаге су поново покушале да нападну Јашаријево имање у Преказу 22. јануара 1998. године.  Пошто Јашари није био присутан, хиљаде косовских Албанаца су се спустиле на Преказе и поново успеле да потисну српске снаге ван села и околине. Следећег месеца, мала јединица ОВК упала је у заседу српских полицајаца. У сукобима који су уследили, погинула су четворица Срба, а двојица су повређена. У зору 5. марта 1998. ОВК је извршила напад на полицијску патролу у Преказу,  на шта је потом уследила полицијска операција на имању Јашарија у којој је погинуло 58 Албанаца, укључујући Јашарија.  Четири дана након овога сазван је састанак НАТО-а, током којег је Медлин Олбрајт тражила антисрпски одговор. НАТО је сада запретио Србији војним одговором. Уследио је рат на Косову, уз накнадну интервенцију НАТО-а.

## Напади
ОВК је извела 31 напад 1996. године, 55 у 1997. и 66 у јануару и фебруару 1998. Након што је ОВК почетком марта 1998. убила четири полицајца, специјалне јединице српске полиције су узвратиле и напале три дреничка села. Уследио је Косовски рат. Укупан број напада у 1998. години био је 1.470, у поређењу са 66 годину раније.
Између 1991. и 1997. године, углавном 1996-97, ОВК је убила 39 особа. Напади између 1996. и фебруара 1998. године довели су до смрти 10 полицајаца и 24 цивила.